# Canton de Daoulas
Le canton de Daoulas est une ancienne division administrative française, située dans le département du Finistère et la région Bretagne.

## Composition
Le canton de Daoulas regroupe les communes suivantes :
| Nom                 | Code Insee | Codepostal | Superficie (km2) | Population (dernière pop. légale) | Densité (hab./km2) |
| ------------------- | ---------- | ---------- | ---------------- | --------------------------------- | ------------------ |
| Daoulas (chef-lieu) | 29043      | 29460      | 5,42             | 1 767 (2012)                      | 326                |
| Hanvec              | 29078      | 29460      | 59,11            | 1 969 (2012)                      | 33                 |
| Hôpital-Camfrout    | 29080      | 29460      | 13,16            | 2 228 (2012)                      | 169                |
| Irvillac            | 29086      | 29460      | 29,60            | 1 380 (2012)                      | 47                 |
| Logonna-Daoulas     | 29137      | 29460      | 12,14            | 2 102 (2012)                      | 173                |
| Loperhet            | 29140      | 29470      | 20,31            | 3 602 (2012)                      | 177                |
| Plougastel-Daoulas  | 29189      | 29470      | 46,83            | 13 080 (2012)                     | 279                |
| Saint-Eloy          | 29246      | 29460      | 12,42            | 219 (2012)                        | 18                 |
| Saint-Urbain        | 29270      | 29800      | 15,21            | 1 565 (2012)                      | 103                |

## Représentation

### Conseillers généraux de 1833 à 2015
| Période | Période           | Identité                              | Étiquette    | Qualité |
| ------- | ----------------- | ------------------------------------- | ------------ | --- |
| 1833    | 1848              | Hervé Perrot                          |              | Administrateur de l'hôpital civil et propriétaire à Brest Président du conseil général                                  |
| 1848    | 1874              | René Marie Goubin                     |              | Propriétaire à Brest Maire de Plougastel-Daoulas (1858-1870 et 1871-1878), ancien conseiller d'arrondissement           |
| 1874    | 1880              | François-Marie Villiers               | AL           | Adjoint au maire de Brest Conseiller d'arrondissement Député du Finistère (1876-1885)                                   |
| 1880    | 1886              | Louis Aimé Picaud                     | Républicain  | Maire de Plougastel-Daoulas (1870-1871 et 1878-1884)                                                                    |
| 1886    | 1898              | Émile Villiers                        | Conservateur | Ancien fonctionnaire, adjoint au maire de Brest Député (1893-1913)                                                      |
| 1898    | 1911 (décès)      | Émile Pierre Marie Danguy des Déserts | ALP          | Notaire |
| 1911    | 1922              | Émile Villiers                        | ALP          | Ancien fonctionnaire, adjoint au maire de Brest Député (1893-1913) Sénateur (1912-1921)                                 |
| 1922    | 1940              | Charles Danguy des Déserts            | Conservateur | Notaire Maire de Daoulas (1911-1944) Nommé conseiller départemental en 1943                                             |
|         |                   |                                       |              | |
| 1945    | 1961              | Louis Castel                          | DVD          | Maire de Daoulas (1945-1947)                                                                                            |
| 1961    | 1962 (annulation) | Joseph Bouguen                        | MRP          | Contrôleur du Trésor |
| 1962    | 1970 (décès)      | Jean-Marie Kermarec                   | MRP puis CD  | Maire de Logonna-Daoulas (1948-1970)                                                                                    |
| 1970    | 1992              | Joseph Malléjac                       | CD puis UDF  | Cultivateur Maire de Plougastel-Daoulas (1971-1977)                                                                     |
| 1992    | 2011              | André Le Gac                          | DVG          | Professeur d'anglais et de breton Maire de Plougastel-Daoulas (1989-2001) Suppléant du député Kofi Yamgnane (1997-2002) |
| 2011    | 2015              | Françoise Péron                       | PS           | Technicienne MSA Maire de Logonna-Daoulas (2001-2014) Élue en 2015 dans le canton de Pont-de-Buis-lès-Quimerch          |

### Conseillers d'arrondissement (de 1833 à 1940)
| Période                                  | Période           | Identité                               | Étiquette   | Qualité |
| ---------------------------------------- | ----------------- | -------------------------------------- | ----------- | --- |
| 1833                                     | 1833              | M. Imbert                              |             | Ancien conseiller général                                                                                   |
| 1833                                     | 1845              | René Marie Goubin                      |             | Négociant à Brest                                                                                           |
| 1845                                     | 1852 (décès)      | Paul François Marie Nicole (1802-1852) |             | Juge de paix à Daoulas                                                                                      |
|                                          |                   |                                        |             | |
| 1871                                     | 1874              | Émile Villiers                         | Libéral     | Conseiller municipal de Brest                                                                               |
| 1886                                     | 1893 (annulation) | François-Julien Le Bras (1849-1923)    | Républicain | Cultivateur, meunier, maire de Hanvec                                                                       |
| 1893                                     | 1919              | François Le Gall                       | Républicain | Agriculteur à Plougastel-Daoulas                                                                            |
| 1919                                     | 1940              | Frédéric Madec                         | Rad.        | Maire de Logonna-Daoulas                                                                                    |
| 1940                                     |                   |                                        |             | Les conseils d'arrondissement ont été suspendus par la loi du 12 octobre 1940 et n'ont jamais été réactivés |
| Les données manquantes sont à compléter. |                   |                                        |             | |

## Démographie
| 1962   | 1968   | 1975   | 1982   | 1990   | 1999   | 2006   | 2011   | 2012   |
| ------ | ------ | ------ | ------ | ------ | ------ | ------ | ------ | ------ |
| 15 326 | 15 045 | 15 678 | 19 284 | 22 391 | 24 718 | 26 661 | 27 997 | 27 912 |